# Luciano Cesini
Luciano Cesini (Piadena, 1º novembre 1948) è un allenatore di calcio ed ex calciatore italiano, di ruolo difensore.

## Caratteristiche tecniche
Difensore molto abile in marcatura, era un giocatore arcigno, tenace e difficile da superare; nonostante ciò era però poco falloso, al punto che in carriera non fu mai ammonito.

## Carriera

### Giocatore
Disputa 13 stagioni consecutive nella Cremonese, per un totale di 436 partite. Esordisce il 25 settembre 1966 nella partita Cremonese-Treviso (2-3), verso la fine della sua carriera di calciatore ha vinto un campionato di Serie C portando dopo quasi trent'anni la Cremonese in Serie B. In tutto ha disputato 34 partite in Serie B, 99 in Serie D, tutte le altre in Serie C, realizzando complessivamente 7 reti.

### Allenatore
Nel 1979 chiude la carriera di calciatore ed inizia ad allenare le giovanili della Cremonese, nel 1987 da allenatore della Primavera grigiorossa vince la Coppa Italia e nel 1990 gioca e perde contro la Roma la finale per il titolo tricolore.

## Palmarès

### Giocatore

#### Competizioni nazionali
- Serie C: 1

Cremonese: 1976-1977
- Serie D: 2

Cremonese: 1967-1968, 1970-1971

### Allenatore

#### Competizioni giovanili
- Coppa Italia Primavera: 1

Cremonese: 1986-1987
- Trofeo Dossena: 1

Cremonese: 1984